# Kuglački klub Stara Hiža Duga Resa
Kuglački klub "Stara Hiža" (KK "Stara Hiža"; Stara Hiža Duga Resa; Stara Hiža; Stara hiža) je muški kuglački klub iz Duge Rese, Karlovačka županija. Republika Hrvatska. 
 
U sezoni 2022./23.. klub se natjecao u "3. hrvatskoj kuglačkoj ligi – Zapad – Karlovac i Lika", ligi četvrtog stupnja hrvatske kuglačke lige za muškarce. 

## O klubu
Kuglački klub "Stara Hiža" je osnovan 2007. godine. Pretežno se natječe u ligama kuglačke regije "Zapad". 

## Uspjesi

### Ekipno
3. HKL
- prvaci: 2017./18. (Karlovac - Gorski kotar)
- drugoplasirani: 2012./13. (Karlovac / Gorski kotar), 2016./17. (Karlovac - Gorski kotar)

4. HKL
- drugoplasirani: 2011./12. (Zona Karlovac), 2024./25. (Karlovac)

## Pregled plasmana po sezonama
| sezona                  | rang lige               | liga                                     | dio lige                | poz.                    | klubova u ligi          | ut                      | pob                     | ner                     | por                     | poen+                   | poen-                   | bod                     | napomene                          | izvori                  |
| Stara Hiža / Stara hiža | Stara Hiža / Stara hiža | Stara Hiža / Stara hiža                  | Stara Hiža / Stara hiža | Stara Hiža / Stara hiža | Stara Hiža / Stara hiža | Stara Hiža / Stara hiža | Stara Hiža / Stara hiža | Stara Hiža / Stara hiža | Stara Hiža / Stara hiža | Stara Hiža / Stara hiža | Stara Hiža / Stara hiža | Stara Hiža / Stara hiža | Stara Hiža / Stara hiža           | Stara Hiža / Stara hiža |
| ----------------------- | ----------------------- | ---------------------------------------- | ----------------------- | ----------------------- | ----------------------- | ----------------------- | ----------------------- | ----------------------- | ----------------------- | ----------------------- | ----------------------- | ----------------------- | --------------------------------- | ----------------------- |
| 2010./11.               | IV.                     | 4. HKL – Zapad                           |                         | 6.                      | 12                      | 22                      | 10                      | 0                       | 12                      | 89,5                    | 90,5                    | 20                      |                                   |                         |
| 2011./12.               | IV.                     | 4. HKL – Zona Karlovac                   |                         | 2.                      | 10                      | 18                      | 15                      | 0                       | 3                       | 104                     | 40                      | 30                      |                                   |                         |
| 2021./13.               | III.                    | 3. HKL – Zapad – Karlovac / Gorski kotar |                         | 2.                      | 11                      | 20                      | 18                      | 0                       | 2                       | 121,5                   | 38,5                    | 36                      |                                   |                         |
| 2013./14.               | III.                    | 3. HKL – Zapad – Karlovac / Gorski kotar |                         | 10.                     | 12                      | 22                      | 7                       | 1                       | 14                      | 77,5                    | 98, 5                   | 15                      |                                   |                         |
| 2014./15.               | III.                    | 3. HKL – Zapad – Karlovac / Gorski kotar |                         | 8.                      | 12                      | 22                      | 10                      | 1                       | 11                      | 78                      | 98                      | 21                      |                                   |                         |
| 2015./16.               | III.                    | 3. HKL – Zapad – Karlovac / Gorski kotar |                         | 12.                     | 13                      | 24                      | 6                       | 1                       | 17                      | 71,5                    | 120,5                   | 13                      |                                   |                         |
| 2016./17.               | IV.                     | 3. HKL – Zapad – Karlovac - Gorski kotar |                         | 2.                      | 12                      | 22                      | 14                      | 2                       | 6                       | 106,5                   | 69,5                    | 30                      |                                   |                         |
| 2017./18.               | IV.                     | 3. HKL – Zapad – Karlovac - Gorski kotar |                         | 1.                      | 12                      | 22                      | 18                      | 0                       | 4                       | 123                     | 53                      | 36                      |                                   |                         |
| 2018./19.               | III.                    | 2. HKL – Zapad                           |                         | 8.                      | 12                      | 22                      | 9                       | 0                       | 13                      | 81,5                    | 94,5                    | 18                      |                                   |                         |
| 2019./20.               | III.                    | 2. HKL – Zapad                           |                         | 10.                     | 12                      | 22                      | 8                       | 3                       | 11                      | 87,5                    | 97,5                    | 19                      |                                   |                         |
| 2020./21.               | III.                    | 2. HKL – Zapad                           |                         | 9.                      | 12                      | 7                       | 3                       | 1                       | 3                       | 27                      | 29                      | 7                       | prekinuto zbog pandemije COVID-19 |                         |
| 2021./22.               | III.                    | 2. HKL – Zapad                           |                         | 11.                     | 12                      | 22                      | 4                       | 3                       | 15                      | 66,5                    | 109,5                   | 11                      |                                   |                         |
| 2022./23.               | IV.                     | 3. HKL – Zapad – Karlovac i Lika         |                         | 6.                      | 12                      | 22                      | 11                      | 1                       | 10                      | 93,5                    | 82,5                    | 23                      |                                   |                         |
|                         |                         |                                          |                         |                         |                         |                         |                         |                         |                         |                         |                         |                         |                                   |                         |
|                         |                         |                                          |                         |                         |                         |                         |                         |                         |                         |                         |                         |                         |                                   |                         |

## Vanjske poveznice
- kuglanje.hr, Kuglački klub Stara Hiža - 810124
- sportilus.com, KUGLAČKI KLUB STARA HIŽA
- szdr.hr, Športska zajednica Duga Resa